# 1q21.1-duplicatiesyndroom
Het 1q21.1-duplicatiesyndroom is een zeldzame afwijking van chromosoom 1.
Normaal bevat een menselijke cel één paar identieke chromosomen van chromosoom 1. Bij 1q21.1-duplicatiesydroom is één chromosoom van het paar chromosomen overcompleet, doordat delen van de sequentie van het chromosoom dubbel of driemaal voorkomen op eenzelfde locatie. Een van de chromosomen heeft daardoor de normale lengte en het andere is te lang.
In de typeaanduiding van het syndroom staat de '1' voor chromosoom 1, de 'q' voor het lange deel van het chromosoom, '21.1' voor de band waarin de afwijking zich bevindt en 'duplicatie' voor het feit dat het om een deel van het chromosoom gaat dat overcompleet is.
Het is een vorm van de 1q21.1-copynumbervariaties en het betreft een duplicatie in het distale gebied van de 1q21.1-band. De afwijking kent een fenotype met een hoge mate van genetische variatie en kan bij individuen in verschillende vormen voorkomen. Er zijn gevallen bekend van dragers van de afwijking die volkomen normaal functioneren. Daarnaast zijn er gevallen met symptomen van geestelijke achterstand en diverse lichamelijke afwijkingen.
Unique, de internationale vereniging van mensen met een zeldzame chromosoomafwijking, kent 57 geregistreerde gevallen van deze duplicatie wereldwijd (oktober 2012).

## Oorzaak van het syndroom
Meiose is het proces van het delen van cellen bij mensen. Bij meiose worden de chromosoomparen gesplitst en wel zo dat van ieder paar één vertegenwoordiger naar een dochtercel gaat. Hierdoor wordt, per cel, het aantal chromosomen gehalveerd, terwijl ieder kenmerk (gen) toch nog aanwezig blijft. Wat de informatie voor elk kenmerk inhoudt, wordt louter door het toeval bepaald.
Naast het toevalsproces voor wat betreft de kenmerken, vindt er een tweede toevalsproces plaats. In dit tweede toevalsproces worden er in het DNA op een willekeurige manier stukjes DNA weggelaten (deletie), toegevoegd (duplicatie), verplaatst (translocatie) en omgedraaid (inversie). Dit proces vindt plaats om meer genetische verschillen tussen mensen aan te brengen. Dit proces verklaart waarom zelfs een eeneiige tweeling genetisch niet 100% gelijk is.
Probleem van het tweede toevalsproces is dat er genetische fouten kunnen ontstaan rond de conceptie. Door met name de deletie en de duplicatie kunnen chromosomen korter of langer worden. Het resultaat van een spontane verandering in de structuur van DNA is een zogenoemde copynumbervariatie. Door het ontstaan van een copynumbervariaties kunnen chromosomen van ongelijke grootte worden samengebracht in een nieuwe cel. Als dit gebeurt rond de conceptie, ontstaat er uit deze eerste cel een mens met een genetische variatie. Dit kan zowel positief als negatief uitvallen. In positieve gevallen ontstaat er een mens uit die in staat is tot een bijzondere vaardigheid die positief wordt beoordeeld, bijvoorbeeld in sport of wetenschap. In negatieve gevallen kun je te maken krijgen met een syndroom of een ernstige handicap, zoals in dit geval het 1q21.1-duplicatiesyndroom.
Op basis van het meioseproces kan het syndroom op twee manieren ontstaan.
- 1. een spontane afwijking (een de-novosituatie): hierbij gaan er twee chromosomen samen waarvan er één een copynumbervariatie heeft als gevolg van het meioseproces.
- 2. een ouder is zonder het te weten drager van een chromosoom met een copynumbervariatie en geeft deze bij de conceptie door aan het kind, wat bij het kind andere gevolgen heeft, dan bij de ouder.

Vervolgens treden er problemen op in de ontwikkeling van het embryo in de eerste maand van de zwangerschap. Ongeveer 20 tot 40 dagen na de bevruchting gaat er iets fout in de aanleg van de lichaamsdelen en hersenen, wat een kettingreactie op gang brengt.

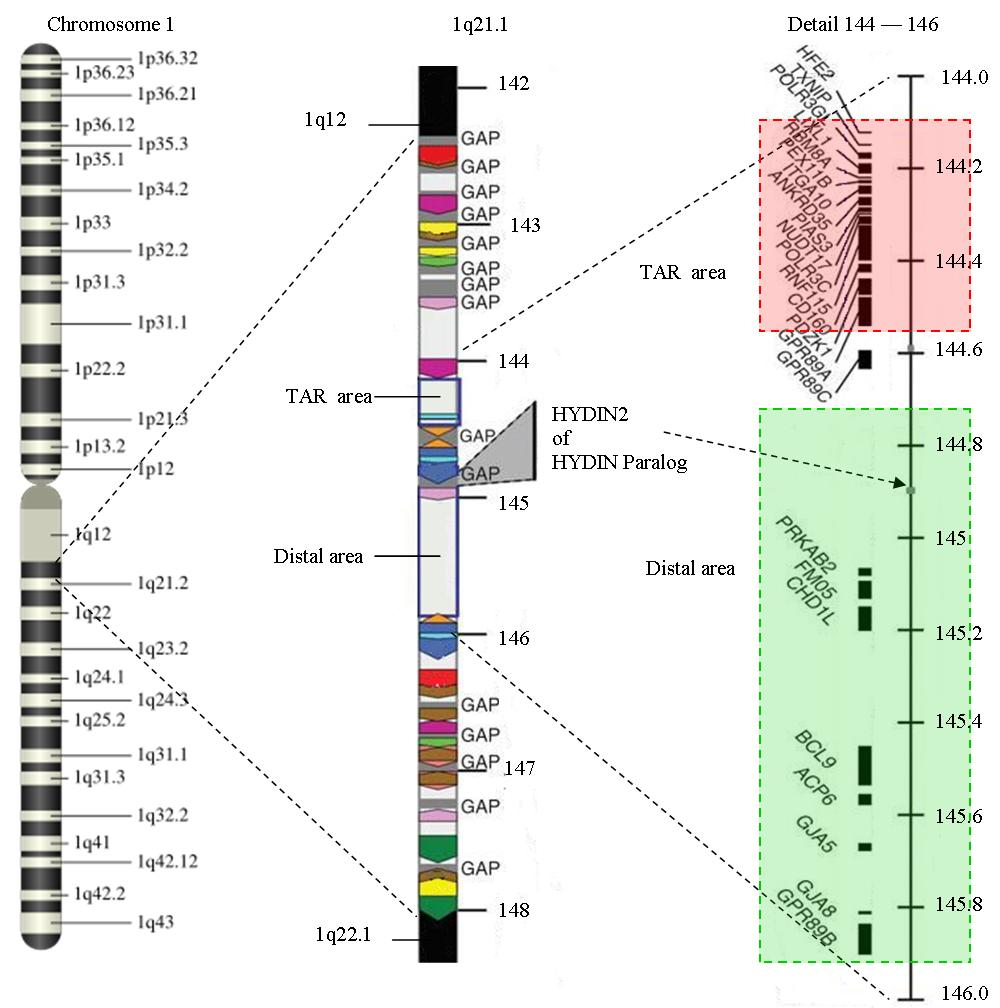
De indeling van 1q21.1

## Opbouw van 1q21.1
De structuur van 1q21.1 is uiterst complex. Het gebied van 1q21.1 heeft een grootte van ongeveer 6 Megabase (Mb) (van 141.5 Mb tot 147.9 Mb). Er zijn binnen 1q21.1 twee gebieden aan te wijzen waar een deletie zich kan voordoen: het proximale gebied of TAR-gebied (van 144.1 tot 144.5 Mb) en het distale gebied (van 144.7 tot 145.9). Het 1q21.1-duplicatiesyndroom wordt normaal gevonden in het distale gebied, maar soms is er sprake van een duplicatie die zich uitstrekt naar het proximale gebied. 1q21.1 kent meerdere herhalingen van dezelfde structuur (zie in afbeelding de gelijkgekleurde gebieden in de middelste kolom). Slechts 25% van de structuur is uniek. Daarnaast zijn er verschillende gaten (gaps) in de sequentie die nog niet nader zijn ingevuld, waardoor de begin- en eindpunten van een duplicatie niet goed zijn vast te stellen. Vijftien van deze gaps moeten nog in beeld worden gebracht. Het gaat in totaal om 700 kilobase, waarvan nog wordt vermoed dat hierin genen kunnen liggen. Het gebied wordt in de literatuur een van de moeilijkste delen van het menselijk genoom genoemd om in kaart te brengen.
Doordat er veel herhalingen zijn in 1q21.1 is de kans groter op een ongelijke crossing-over bij meiose, waardoor er delen van het chromosoom verloren kunnen gaan.

## Symptomen
Waargenomen symptomen tot nu toe zijn: mentale retardatie, epilepsie, hypertelorisme, afwijkingen aan het hart, macrocefalie, spierhypotonie, een taalontwikkelingsstoornis, autisme, klassiek autisme en ADHD.
Het is niet duidelijk in hoeverre de symptoomlijst compleet is, aangezien er nog weinig bekend is van het syndroom. Het syndroom kan zelfs als het binnen eenzelfde familie meer voorkomt heel verschillende effecten hebben op de gezinsleden.

## Erfelijkheid
Een de-novosituatie komt in ongeveer 75% van de gevallen voor. In 25% van de gevallen is een van de ouders drager van de genetische mutatie, zonder dat dit verder een effect heeft op de ontwikkeling van de ouder. Soms komt er bij de ouder een milde vorm voor die zich uit in psychische problemen of leerstoornissen. Om hier duidelijkheid over te krijgen moeten de chromosomen van de beide ouders onderzocht worden.
In families waar beide ouders zijn getest en normale chromosomen hebben is de kans op een tweede kind met het syndroom niet hoger dan in andere situaties. In families waar het syndroom voortkomt uit de genen van een van de ouders stijgt de kans naar 50 procent bij iedere zwangerschap, doordat de afwijking autosomaal dominant is. Het effect van de overdracht van de genen is echter niet te voorspellen.
Ouders met een kind met het syndroom doen er goed aan om zich te laten informeren voorafgaande aan een volgende zwangerschap en aan prenatale screening te doen.

## Gerelateerde genen
- Genen gerelateerd aan het distale gebied zijn PDE4DIP, HYDIN2, PRKAB2, PDIA3P, FMO5, CHD1L, BCL9, ACP6, GJA5, GJA8, NBPF10, GPR89B, GPR89C, PDZK1P1 en NBPF11.

## Onderzoek
Op verschillende plekken in de wereld vindt onderzoek plaats naar het 1q21.1-duplicatiesyndroom. Het syndroom is voor het eerst ontdekt bij patiënten met een hartafwijking. Later is ontdekt dat het syndroom ook voorkwam bij patiënten met schizofrenie en autisme. Op dit moment wordt er onder andere gekeken naar patiënten met een afwijking, die voorkomt bij het syndroom. Deze patiënten worden onderzocht op de aanwezigheid van de genetische afwijking.
Er zijn tot nu toe een negental locaties ontdekt op het DNA waar de syndromen zijn te vinden, die worden gerelateerd aan autisme of schizofrenie, de zogenoemde 'hotspots': 1q21.1, 3q29, 15q13.3, 16p11.2, 16p13.1, 16q21, 17p12, 21q11.2 en 21q13.3. Bij een aantal hotspots is zowel autisme als schizofrenie waargenomen op die locatie. In andere gevallen is de ene vorm waargenomen en wordt naar de andere nog gezocht.
Statistisch is vastgesteld dat bij een deletie van 1q21.1 (1q21.1-deletiesyndroom) significant vaker schizofrenie voorkomt en bij een duplicatie van 1q21.1 significant vaker autisme voorkomt. Vergelijkbare waarnemingen zijn gedaan voor chromosoom 16 op 16p11.2 (deletie: autisme/duplicatie: schizofrenie), chromosoom 22 op 22q11.21 (deletie (Velocardiofaciaal syndroom): schizofrenie/duplicatie: autisme) en 22q13.3-deletie (syndroom van Phelan-McDermid): schizofrenie/duplicatie: autisme).
Onderzoek naar relaties tussen autisme en schizofrenie gekoppeld aan deficiënties/duplicaties voor chromosoom 15 (15q13.3), chromosoom 16 (16p13.1) en chromosoom 17 (17p12) zijn nog niet eenduidig.

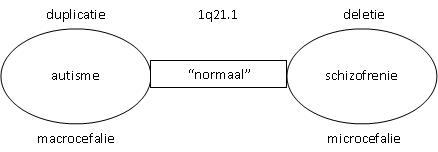
De vermoedelijke relatie van de genetische afwijking bij 1q21.1

Verder wordt er gekeken naar 10-12 genen op 1q21.1 die worden ingezet voor de productie van DUF1220-locaties. DUF1220 is een onbekende proteïne, die onder andere actief is in de neuronen in de hersenen bij de neocortex. Uit vergelijkingsonderzoek bij mensapen en andere zoogdieren komt naar voren dat DUF 1220 bij deze zoogdieren in mindere mate aanwezig is, dan bij de mens (mens: 212 locaties; chimpansee: 37 locaties; gewone apen: 30 locaties; muis: 1 locatie). Hieruit is het vermoeden ontstaan dat DUF1220 waarschijnlijk gerelateerd is aan cognitieve ontwikkeling. Geconstateerd is dat de DUF1220-locaties op 1q21.1 aanwezig zijn bij gebieden die gerelateerd worden aan de grote en de ontwikkeling van het brein. Het aspect van de grootte en de ontwikkeling van het brein speelt een rol bij autisme (macrocefalie) en schizofrenie (microcefalie). Vermoed wordt dat een deletie of duplicatie van een gen dat DUF1220-gebieden dient te realiseren, een oorzaak zou kunnen zijn voor het ontstaan van groei- en ontwikkelingsstoornissen van het brein.
Een onderzoek dat de relatie tussen macrocefalie bij duplicaties en microcefalie bij deficiënties ook nog eens bevestigd heeft betrekking op de HYDIN Paralog of HYDIN2. Dit deel van 1q21.1 blijkt betrekking te hebben op de ontwikkeling van de hersenen. Vermoed wordt dat HYDIN2 een doseringsgevoelig gen is en dat de afwezigheid van dit gen microcefalie tot gevolg heeft. De HYDIN2 is een kopie van de HYDIN die is gevonden op 16q22.2.
Van GJA5 is vastgesteld dat het gen verantwoordelijk is voor verschillende hartafwijkingen op 1q21.1. Bij duplicatie van GJA5 wordt tetralogie van Fallot vaker waargenomen. Bij een deletie zijn andere aangeboren hartafwijkingen meer gewoon.

### Specialistisch
- Mefford et al.; Recurrent Rearrangements of Chromosome 1q21.1 and Variable Pediatric Phenotypes; The New England Journal of Medicine; Volume 359:1658-1699; October 16, 2008; Number 16[dode link]
- Brunetti-Pierri et al.; Recurrent reciprocal 1q21.1 deletions and duplications associated with microcephaly or macrocephaly and developmental and behavioral abnormalities; Nature Genetics 40, 1466 - 1471 (2008) Published online: 23 November 2008 | doi:10.1038/ng.279
- Crespi et al. Comparative genomics of autism and schizophrenia; 1736-1741; PNAS; January 26, 2010; vol. 107; suppl. 1

### Meer toegankelijk
- 1q21.1 microduplications